# Карл Фридрих (князь Ангальт-Бернбурга)
Карл Фридрих Ангальт-Бернбургский (нем. Karl Friedrich von Anhalt-Bernburg; 13 июля 1668, Бернбург — 22 апреля 1721, Балленштедт) — правящий князь Ангальт-Бернбурга в 1718—1721 годах. Представитель династии Асканиев.

## Биография
Карл Фридрих — старший сын князя Виктора I Амадея Ангальт-Бернбургского и его супруги Елизаветы Пфальц-Цвейбрюккенской. Первой супругой Карла Фридриха стала его кузина София Альбертина (1672—1708), дочь графа Георга Фридриха Сольмс-Зонненвальдского и принцессы Анны Софии Ангальт-Бернбургской, сестры князя Виктора Амадея.
После смерти Софии Альбертины Карл Фридрих женился в 1715 году во второй раз, вступив в морганатический брак с камеристкой Вильгельминой Шарлоттой Нюслер, которая родила ему сына ещё в 1712 году. В 1717 году Нюслер родила второго сына и в 1719 году была возведена в рейхсграфини Балленштедтские. Оба сына Карла Фридриха и Вильгельмины Шарлотты, не имевшие прав на престол, были признаны законнорождёнными и носили титул графов Бернфельдских.

## Потомки
В браке с Софией Альбертиной Сольмс-Зонненвальдской родились:
- Елизавета Альбертина (1693—1774), замужем за князем Гюнтером XLIII Шварцбург-Зондерсгаузенским (1678—1740)
- Фридрих Вильгельм (1694—1694)
- Шарлотта София (1696—1762), замужем за принцем Августом Шварцбург-Зондерсгаузенским (1691—1750)
- Августа Вильгельмина (1697—1767)
- Виктор II Фридрих (1700—1765), князь Ангальт-Бернбурга, женат на Луизе Ангальт-Дессауской (1709—1732), затем на Альбертине Бранденбург-Шведтской (1712—1750), затем на Констанце Шмидт фон Бер
- Фридерика Генриетта (1702—1723), замужем за князем Леопольдом Ангальт-Кётенским (1694—1728).